# Petter Adolf Karsten

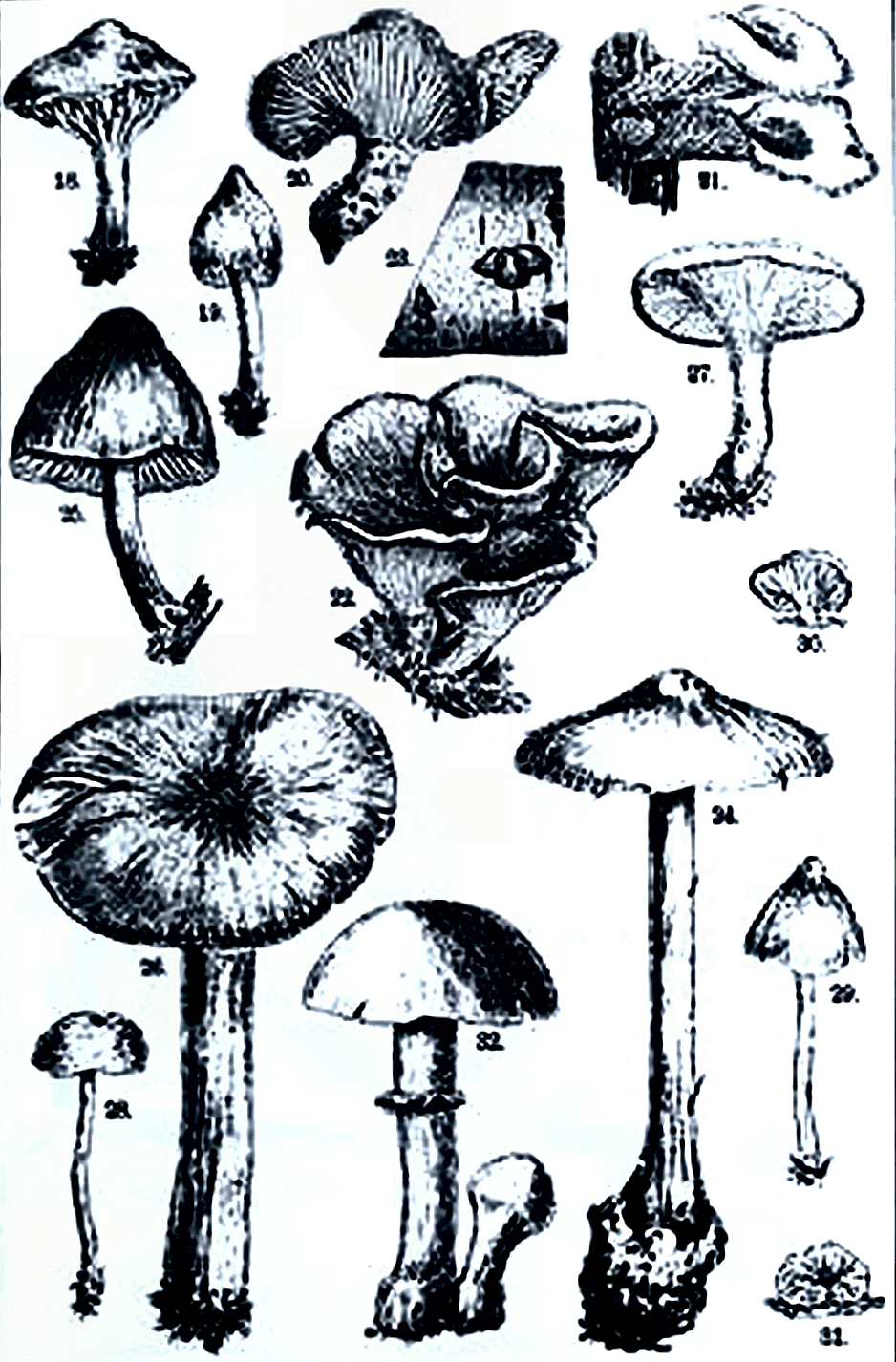
Petter Adolf Karsten: „Finlands basidsvampar i urval beskrifna”, Helsingfors Centraltryckeri, Helsingfors 1899, tab. 18-32

Petter Adolf Karsten (ur. 16 lutego 1834 w Merimasku, zm. 22 marca 1917 w Forssa) – fiński mykolog, czołowy znawca grzybów Finlandii w swoich czasach, znany jako "ojciec fińskiej mykologii".

## Życiorys
Karsten urodził się w Merimasku, niedaleko dużego centrum metropolitalnego Turku. Uzyskał tytuł magistra na Uniwersytecie Helsińskim, ale jego życiowe osiągnięcia i prace powstały w Tammela, obszarze w południowej Finlandii. Swoje badania naukowe prowadził równolegle z obowiązkami nauczycielskimi jako wykładowca botaniki na Mustiala Agriculture Institute w Häme (obecnie Häme University of Applied Sciences).
Karsten jako mykolog pracował na stosunkowo niewielkim obszarze. Jedyną dłuższą wyprawą, której się podjął, była podróż na Półwysep Kolski, którą odbył w młodości. Niemniej jednak pracował z materiałami zebranymi przez innych mykologów na przykład na Syberii, we Francji i w Brazylii. W swoich badaniach mykologicznych intensywnie korzystał z mikroskopu i można go uznać za pioniera mikroskopii grzybowej. W porównaniu z większością współczesnych mu mykologów, Karsten opisał wiele nowych rodzajów grzybów, często dzieląc istniejące rodzaje. Niektóre z jego nowych rodzajów zostały niedawno przywrócone, ponieważ metody molekularne potwierdziły, że te dawno zapomniane decyzje taksonomiczne rzeczywiście opierały się na prawdziwych relacjach filogenetycznych.
Karsten pracował z większością grup grzybów, zarówno makroskopowych, jak i mikroskopowych. Opisał około 200 nowych rodzajów i około 2000 nowych gatunków i niższych taksonów. Opracował kompleksowe wykłady mykologiczne w skali regionalnej i krajowej, a także przygotował wiele krótszych prac dotyczących fińskich gatunków. Karsten dzięki wysiłkom zarówno swoim, jak i swoich korespondentów, zgromadził ogromną kolekcję suszonych grzybów: „Fungi Fenniae exsiccati”, składającą się głównie z okazów grzybów występujących w Finlandii.
Pod koniec XIX wieku, mykolodzy na całym świecie dobrze znali naukowy wkład Karstena, a jego poglądy taksonomiczne były chętnie przez wielu przyjmowane. Duża część gatunków opisanych przez niego nadal pozostaje aktualna.

## Ciekawostki
- Nazwa międzynarodowego magazynu mykologicznego „Karstenia”[4] publikowanego przez Fińskie Towarzystwo Mykologiczne jest upamiętnieniem jego osoby.
- Miał sześcioro dzieci: Gustaf Adolf Lennart Karsten, Karl Gunnar Hugo Karsten, Onni Alexander Karsten, Ernst Allan Karsten, Erland August Karsten, Elna Maria Eneberg i Johan Elis Karsten[1].